# 6617 Boethius
A 6617 Boethius (ideiglenes jelöléssel 2218 T-1) a Naprendszer kisbolygóövében található aszteroida. Cornelis Johannes van Houten,  Ingrid van Houten-Groeneveld és Tom Gehrels fedezte fel 1971. március 25-én.